# Pragmateftís
Pragmateftís är en ort i Grekland.   Den ligger i prefekturen Arkadien och regionen Peloponnesos, i den södra delen av landet, 110 km sydväst om huvudstaden Aten. Pragmateftís ligger 61 meter över havet och antalet invånare är 275.
Terrängen runt Pragmateftís är huvudsakligen kuperad, men västerut är den bergig. Havet är nära Pragmateftís österut.  Närmaste större samhälle är Leonídio, 4,2 km väster om Pragmateftís. 